# Bespolno razmnožavanje biljaka
Bespolno razmnožavanje biljaka karakteriše se time što se delovi za razmnožavanje direktno bez sjedinjavanja sa odgovarajućim drugim delom razvijaju u nove individue. Bespolno razmnožavanje biljaka može biti dvojako:
- vegetativno i
- bespolno razmnožavanje u užem smislu

Vegetativno razmnožavanje podrazumeva obrazovanje novih biljaka iz raznih vegetativnih delova, odnosno organa. Pri bespolnom razmnožavanju u užem smislu na biljci ili unutar nje obrazuju se specijalne ćelije - spore, koje odvojene od matere biljke, kada dođu povoljni uslovi, klijaju u nove jedinke.

## Vegetativno razmnožavanje
Vegetativno razmnožavanje zasniva se na veoma jako izraženoj sposobnosti regeneracije, tj. u mogućnosti obnavljanja izgubljenih organa ili delova, kao i uopšte u potencijalnoj mogućnosti za razviće novog organizma iz pojedinih delova biljnog tela. Vegetativno razmnožavanje može biti dvojako:
- prirodno i
- veštačko razmnožavanje

### Prirodno vegetativno razmnožavanje
Vegetativno razmnožavanje sreće se i kod biljaka niže organizacije. Najprostiji način vegetativnog razmnožavanja jeste - razmnožavanje putem ćelijske deobe, kao što je slučaj, na primer, kod bakterija: jednostavno se poprečnom deobom podeli na dve ćelije - dva nova organizma. Sada svaki deo izrasta do prvobitne veličine i opet se deli na dva dela itd.

### Veštačko vegetativno razmnožavanje
Između prirodnog i veštačkog vegetativnog razmnožavanja ne može se povući oštra granica. Ipak, kao veštačko razmnožavanje može se označiti ono koje se u prirodi normalno ne sreće, već je vezano za čovekove zahvate, kojima se odvajaju delovi biljke koji služe razmnožavanju.
Veštačko vegetativno razmnožavanje ima vrlo veliki značaj u poljoprivredi. Ono se pre svega, primenjuje ako neka kulturna biljka u određenim uslovima ne obrazuje seme, ili daje malo semena i sl.

#### Razmnožavanje deljenjem bokora
Najbliže prirodnom vegetativnom razmnožavanju jeste umnožavanje deljenjem bokora (žbuna), koje se često primenjuje kod raznih dekorativnih biljaka, a ponekad i kod povrtarskih biljaka.

#### Razmnožavanje položnicama
Biljke se često razmnožavaju položnicama. Pri ovom načinu razmnožavanja savijaju se grane biljke lučno do zemlje i zatrpaju se tako da im vrh ostane nad zemljom. Posle nekog vremena će se na svakom delu razviti adventivni korenovi i nadzemni izdanci. Zatim se položnica odvoji od matere biljke i presađuje.

#### Razmnožavanje putem reznica
Razmnožavanje putem reznica (sadnica) je dosta rasprostranjeno. Reznice mogu biti različitog porekla, ali su najčešće od stabla (izdanka).

#### Razmnožavanje putem kalemljenja
U voćarsko-vinogradarskoj praksi najveći značaj ima razmnožavanje putem kalemljenja. Kalemljenje se zasniva na transplantaciji, tj. prenošenju dela žive biljke (pupoljak, deo stabla) na drugu srodnu biljku, koji treba da srastu, da se u rastenju i razviću dopunjuju i da se nasledno poboljšaju ona njihova svojstva, koja su važna za poljoprivrednu praksu.

## Bespolno razmnožavanje u užem smislu
Bespolno razmnožavanje u užem smislu razlikuje se od vegetativnog po tome što se u ovom slučaju stvaraju specifične ćelije spore koje služe jedino razmnožavanju. Spore klijaju u novu individuu direktno, bez spajanja sa nekom sličnom ćelijom. One mogu nastati na vrlo različite načine. Najprostije spore su oidije. Nastaju tako što se hife (duge i tanke ćelije gljiva) izdele na kratke ćelije - oidije.

## Spoljašnje veze
- Razmnožavanje biljaka Архивирано на веб-сајту  (1. фебруар 2017)